# David Cañada
David Cañada Gracia (Zaragoza, 11 de marzo de 1975-Graus, Huesca, 28 de mayo de 2016) fue un ciclista español. 

## Biografía
Debutó como profesional en el año 1996 en las filas del equipo ONCE. Cosechó importantes triunfos en 2000, haciéndose un hueco en el pelotón internacional y apuntando un prometedor futuro.
En la edición del Tour de Francia de ese año quedó quinto en la etapa prólogo, una contrarreloj individual que ganó David Millar por delante de Armstrong, Jalabert, Jan Ullrich y el propio David Cañada. Días más tarde se enfundó el maillot blanco de mejor corredor joven al adjudicarse la cuarta etapa, una contrarreloj por equipos con ONCE, y subió hasta la segunda posición en la clasificación general. Finalmente acabó el Tour de Francia en el puesto 33.
Lamentablemente, una serie de lesiones (en ambos tendones de Aquiles, fracturas en cúbito y radio, necrosis en una muñeca e incluso un problema cardíaco del que tuvo que ser intervenido) le apartaron del triunfo a su paso por Mapei y Quick Step.
En el año 2006, y ya en las filas del Saunier Duval - Prodir, Cañada parecía romper su mala suerte con un triunfo en la general de la Volta a Cataluña que le devolvía a la élite del ciclismo internacional.
En 2007 el infortunio volvió a caer sobre él. Se le detectó un cáncer de piel (melanoma), del cual fue intervenido quirúrgicamente, aparentemente con éxito.
Sin embargo, en 2008 la hinchazón de un ganglio de la axila alertó a los médicos y tras una biopsia se comprobó que había desarrollado un linfoma. Los ganglios afectados fueron extirpados.
El 21 de enero de 2010, en una rueda de prensa celebrada en Zaragoza, dio a conocer su retirada definitiva del ciclismo al no haber encontrado equipo para continuar como profesional. Asimismo, anunció que estaba completamente recuperado del cáncer sufrido.
El 28 de mayo de 2016 falleció a causa de un accidente en bicicleta en la marcha cicloturista "Puertos de Ribagorza" (Graus, Huesca).
El 14 de enero de 2017 fue nombrado, a título póstumo, Hijo Adoptivo de la villa de Ejea de los Caballeros (Zaragoza).

## Palmarés
2000
- Vuelta a Murcia, más 2 etapas
- Circuito de la Sarthe, más 1 etapa

2006
- Volta a Cataluña

## Resultados en Grandes Vueltas
| Carrera         | 1999 | 2000 | 2001 | 2002 | 2003 | 2004 | 2005 | 2006 | 2007  | 2008 |
| --------------- | ---- | ---- | ---- | ---- | ---- | ---- | ---- | ---- | ----- | ---- |
| Giro de Italia  | 89.º | -    | -    | -    | -    | 18.º | -    | -    | 59.º  | 58.º |
| Tour de Francia | -    | 33.º | -    | -    | 56.º | -    | 63.º | Ab.  | 103.º | -    |
| Vuelta a España | -    | -    | -    | 50.º | 53.º | 47.º | Ab.  | 88.º | -     | -    |